# Brachychiton garrawayae
Brachychiton garrawayae là một loài thực vật có hoa trong họ Cẩm quỳ. Loài này được (Bailey) Guymer mô tả khoa học đầu tiên năm 1988.